# Chlorophorus namibiensis
Chlorophorus namibiensis là một loài bọ cánh cứng trong họ Cerambycidae.